# 本多重能
本多 重能（ほんだ しげよし）は、越前丸岡藩の第2代藩主。初代藩主・本多成重の長男。

## 来歴
父と共に徳川家康に仕え、慶長19年（1614年）の大坂冬の陣で戦功を挙げた。大坂夏の陣では丸岡城の留守居役を務めた。正保3年（1646年）5月19日、家督を継ぎ、弟の本多重看に3000石を分与した。慶安4年（1651年）12月7日、62歳で死去した。